# دليلة زقار
دليلة زقار (بالفرنسية: Dalila Zeghar)، (مواليد 1951)، اسمها بعد الزواج دليلة ماشينو (بالفرنسية: Dalila Maschino) هي أستاذة جامعية، وباحثة في الأدب المقارن والدراسات النسوية.
في 1978، اختطفها شقيقها مسعود زقار وأتباعه في مونتريال، لمعارضته زواجها، واختيارها مهنةً أكاديمية.

## السياق
كان مسعود زقار واحداً من الرجال الأقوياء في نظام هواري بومدين، الذي أطاح بأحمد بن بلة.
في 1974، التقت دليلة (إحدى شقيقات مسعود زقار) بدينيس ماشينو في جامعة الجزائر. كان دينيس في نفس عمر دليلة. حيث كان يدرس الاقتصاد، وهو ابن موريس ماشينو، أحد المقربين من أحمد بن بلة.
في سبتمبر 1974، أعلن مسعود زقار عزمه على تزويج شقيقته دليلة في الربيع التالي من رجل اختاره. إلا أنها غادرت إلى سويسرا في فبراير 1975، برفقة سائق وحارس شخصي. ثم هربت إلى باريس، وتزوجت من دينيس ماشينو في 10 مارس 1975.
هاجر الزوجان إلى كندا واستقرا في أغسطس في مونتريال، حيث واصلا دراستهما في جامعتي كونكورديا وماكغيل.